# Oka Giner
Okairy Alejandra Giner Arredondo (Santa Rosalía de Camargo; 30 de noviembre de 1992), más conocida como Oka Giner, es una actriz mexicana que ganó popularidad en su papel de debut como Bárbara Fuenmayor en el 2013 en la serie de televisión mexicana Gossip Girl Acapulco.

## Primeros años
Giner nació en Camargo, Chihuahua. De niña participó en concursos de belleza y cuando tenía 17 años de edad comenzó a modelar localmente, apareciendo en una sesión de fotos en El Diario de Chihuahua en 2010. También estudió bailes polinesios como el hawaiano y el tahitiano durante 11 años en la academia de danza Keiki Ui. Desde pequeña mostró interés por la actuación, dirigiendo y actuando en juegos con sus primos durante reuniones familiares. Posteriormente se inscribió en la Universidad Autónoma de Chihuahua en donde tomó estudios en ciencias de la comunicación, los cuales dejó para audicionar en el Centro de Educación Artística de Televisa en 2012.

## Filmografía

### Televisión
| Año       | Título                        | Personaje                    |
| --------- | ----------------------------- | ---------------------------- |
| 2013      | Gossip Girl: Acapulco         | Bárbara Fuenmayor            |
| 2015      | Señorita Pólvora              | Emilia Marín                 |
| 2015      | Bajo el mismo cielo           | Susana «Susy» Sanders        |
| 2015-2016 | ¿Quién es quién?              | Yesenia Pérez González       |
| 2016-2018 | Señora Acero                  | Rosario Franco               |
| 2018      | La piloto                     | Olivia Nieves / Olivia Coral |
| 2019      | Cita a ciegas                 | Marina Salazar Fuentes       |
| 2021      | La venganza de las Juanas     | Juana Caridad                |
| 2021-2022 | Madre solo hay dos            | Elena                        |
| 2022      | Corazón guerrero              | Doménica Ruíz-Montalvo       |
| 2022      | Dónde hubo fuego              | Leonora Robledo              |
| 2022      | Ninis                         | Vale                         |
| 2023      | Perdona nuestros pecados      | Elsa Quiroga                 |
| 2023      | Senda prohibida               | Silvia Bonilla               |
| 2024      | Marea de pasiones             | Luisa Grajales               |
| 2024-2025 | Las hijas de la señora García | Valeria Sánchez García       |

### Cine
| Año  | Título           | Personaje |
| ---- | ---------------- | --------- |
| 2014 | M de iMportante  | Alejandra |
| 2015 | Hagamos un corto |           |

### Teatro
| Año  | Título              | Personaje |
| ---- | ------------------- | --------- |
| 2016 | Te presento a Lucas | Martha    |
| 2016 | Guardería ABC       | Mariana   |
| 2019 | Estelas del Narco   | Estela    |
| 2022 | El inicio de todo   | Paulina   |